# Госпатрик, граф Нортумбрии
Госпатрик (или Коспатрик; англ. Gospatric, Cospatric — слуга Святого Патрика (кумбр. яз.), в смысле «посвящённый Святому Патрику»; умер после 1073) — один из последних англосаксонских эрлов (графов) Нортумбрии (1067—1068 и 1069—1072 годы), основатель шотландского рода Данбаров, доминировавших в Лотиане до середины XIV века.

## Происхождение
Госпатрик происходил из знатного североанглийского рода, его отцом, согласно традиции, был Малдред, младший сын Кринана, основателя Данкельдской династии на престоле Шотландии. Таким образом, Госпатрик приходился двоюродным братом шотландскому королю Малькольму III. Однако, если традиция происхождения Госпатрика от Кринана верна, то, по всей видимости, он не был сыном Беток, жены Кринана, передавшей последнему право на шотландскую корону, поскольку во время междуцарствия в Шотландии в 1290—1292 годах потомки Госпатрика не претендовали на шотландский престол. Однако существуют и другие версии происхождения Госпатрика. Согласно одной из них, Кринан, дед Госпатрика, не отождествляется с основателем шотландской королевской династии, считается, что он был простым североанглийским тэном. По другой теории, Госпатрик был младшим сыном Ухтреда, эрла Нортумбрии в правление Кнуда Великого. Ещё одна версия предполагает, что Госпатрик был сыном некой Сигиды, дочери Экгфриты, брошенной первой жены Ухтреда, и нортумбрийского тэна Лигульфа. В любом случае, известно, что Госпатрик был одним из наиболее влиятельных североанглийских аристократов и имел родство с домом эрла Ухтреда.

## Граф Нортумбрии
После битвы при Гастингсе и завоевании Вильгельмом I Нормандским Англии в 1066 году, в Нортумбрии установилась анархия: нормандцы ещё не имели сил установить свой контроль в Северной Англии, а местные англо-скандинавские роды, борясь за власть, не были готовы к выступлению против нового короля. В 1066—1067 годах сменилось три графа Нортумбрии, два из которых были убиты в междоусобных конфликтах. Осенью 1067 года на политическую сцену выступил Госпатрик, который будучи родственником Ухтреда и Осульфа, имел право на нортумбрийское графство. Вильгельм Завоеватель, сильно нуждавшийся в деньгах для оплаты своих войск, уступил титул графа Госпатрику за материальное вознаграждение.
Однако уже в начале 1068 года Госпатрик присоединился к массовому антинормандскому восстанию, разгоревшемуся в северной Англии, во главе которого стоял последний представитель англосаксонской королевской династии Эдгар Этелинг. Но в условиях вторжения в Нортумбрию войск Вильгельма Завоевателя восстание потерпело поражение. Госпатрик был смещён с поста графа Нортумбрии и бежал в Шотландию. Новый нормандский правитель северной Англии, Роберт де Комин, вскоре был убит, а в 1069 году на поддержку англосаксов прибыл флот датского короля Свена Эстридсена. Новая армия, набранная в Шотландии из англосаксонских изгнанников, вторглась в Нортумбрию. Во главе её стояли Эдгар Этелинг, Вальтеоф и Госпатрик. Объединённые англо-датские войска захватили Йорк, однако уже осенью 1069 года приближение крупной нормандской армии заставило англосаксов отступить. Госпатрик укрепился в Бамборо, но был вынужден покориться и принёс присягу верности королю Вильгельму. Нормандцы полностью разорили Нортумбрию, ликвидировав всякую возможность продолжения сопротивления. Тем не менее, Госпатрику удалось получить согласие Вильгельма на своё новое назначение графом Нортумбрии.
Примирение Госпатрика с нормандцами вызвало возмущение шотландского короля. В 1071 году войска Малькольма III опустошли восточное побережье Нортумбрии. В ответ Госпатрик совершил поход в шотландскую Кумбрию. В 1072 году для предупреждения новых набегов крупная нормандская армия под командованием старшего сына Вильгельм Завоевателя Роберта Куртгёза вторглась в Шотландию, дошла до Тея и вынудила короля Малькольма III отказаться от поддержки англосаксонских эмигрантов. В том же году Госпатрик был смещён с поста графа Нортумбрии, а на его место назначен Вальтеоф, сын Сиварда.

## Изгнание
После своего смещения Госпатрик направился в Шотландию. Малькольм III, вероятный двоюродный брат Госпатрика, предоставил ему обширные земельные владения в Лотиане и Пограничье с центром в Данбаре. Эти земли до конца X века входили в состав королевства Нортумбрии, после чего перешли под власть шотландцев. Потомки Госпатрика получили титул графов Данбара и Марча и доминировали в юго-восточной Шотландии на протяжении нескольких веков, вплоть до середины XIII века. Вскоре после переселения в Шотландию Госпатрик скончался.

## Брак и дети
Известно, что Госпатрик имел по крайней мере одну дочь, Этельреду, которая вышла замуж за Дункана II, короля Шотландии, а также сына Госпатрика II, погибшего в битве Штандартов в 1138 году, основателя дома графов Данбар.